# Wettenburg
 (décembre 2023).
Si vous disposez d'ouvrages ou d'articles de référence ou si vous connaissez des sites web de qualité traitant du thème abordé ici, merci de compléter l'article en donnant les références utiles à sa vérifiabilité et en les liant à la section « Notes et références ».

Le Wettenburg est une colline située dans un méandre du Main dans le district de Main-Spessart en Bavière près de la ville de Wertheim. Ce lieu était habité depuis des millénaires et abritait encore vers 400 apr. J.-C. un établissement fortifié sur son sommet. Quatre phases peuvent être détectées : 
Un village fortifié existait déjà à l'époque de la fin de la culture de Michelsberg ainsi qu'au temps des civilisations des champs d'urnes et de Hallstatt.
La fortification la plus élaborée a été construite au temps de la chute de l'empire romain avec un mur en pierre sèche haut de 6 m. L'influence romaine est évidente comme le montrent les nombreux objets trouvés. Cependant, d'après les céramiques et l'habillement, les habitants étaient d'origine germanique, d'abord burgonde puis alémanique. Les objets servant à l'agriculture font défaut. Seuls sont présents des outils d'artisans, des équipements militaires et du matériel pour l'élevage. À cette époque, l'occupation est attestée de la fin du IVe siècle au milieu du Ve siècle. C'est l'un des rares exemples d'un site fortifié par les Germains. 

## Littérature
- Dieter Neubauer: Die Wettenburg in der Mainschleife bei Urphar, Main-Spessart-Kreis. Leidorf, Rahden/Westf. 2007,  (ISBN 978-3-89646-537-5) (Frühgeschichtliche und provinzialrömische Archäologie. Band 8)